# Harold Kreis
Harold Kreis (n. 19 ianuarie 1959, Winnipeg, Manitoba, Canada) este un antrenor german de hochei pe gheață și fost jucător.

## Carieră
Harold Kreis s-a născut în Winnipeg, Canada, unde a început să joace hochei pe gheață. Având părinți germani, s-a transferat în 1978 la clubul german Mannheimer ERC (din 1994 se numește Adler Mannheim) unde a rămas până la sfârșitul carierei. Fundașul a cucerit cu echipa din Mannheim titlul național în anii 1980 și 1997.
Din 1979, de la meciul de debut cu Suedia, Kreis a jucat pentru Germania 187 de meciuri. A participat la opt Campionate Mondiale și la Jocurile Olimpice din 1984 și 1988.
După retragerea sa din activitate Harold Kreis a fost din 1997 antrenor secund la Adler Mannheim. În sezoanele 1999-2000 și 2001-2002 a fost antrenor principal la EHC Bad Nauheim, iar în 2002 s-a mutat în Elvețîa unde a câștigat titlul național în 2006, cu HC Lugano, și în 2008, cu ZSC Lions. Între 2008 și 2023 a condus echipele DEG Metro Stars, Adler Mannheim, EV Zug, Düsseldorfer EG și Schwenninger Wild Wings.
În paralel el a fost și antrenor secund al echipei naționale a Olandei (2002) și al echipei naționale a Germaniei (2010-2012) care a obținut locul patru la Campionatul Mondial din 2010. Din 2023 este selecționerul echipei naționale a Germaniei. Sub conducerea lui naționala a devenit vicecampiona mondială la Campionatul Mondial din 2023.

## Palmares

### Ca jucător
Mannheimer ERC/Adler Mannheim
- Bundesliga: 1980, 1997

Finalist: 1982, 1983, 1985, 1987
Individual
- membru Hall Of Fame german[14]

### Ca antrenor
HC Lugano
- Nationalliga A: 2006

ZSC Lions
- National League A: 2008

DEG Metro Stars
- DEL: finalist 2009

Adler Mannheim
- DEL: finalist 2012

EV Zug
- National League A: finalist 2017

Echipa Germaniei
- Campionatul Mondial: finalist 2023

## Legături externe
Materiale media legate de Harold Kreis la Wikimedia Commons
- en Harold Kreis la Olympedia.org
- en  Harold Kreis la eliteprospects.com
- en  Harold Kreis la hockeydb.com